# Williams Ridge
Il Williams Ridge è un imponente crinale montuoso, alto 1.060 m, che si estende in direzione est-ovest tra il Ghiacciaio Blaiklock e il Ghiacciaio Stratton, 1,9 km a nordovest del Honnywill Peak, nella parte occidentale della Catena di Shackleton, nella Terra di Coats in Antartide.
Fu mappato per la prima volta dalla Commonwealth Trans-Antarctic Expedition (CTAE) nel 1957.
L'attuale denominazione fu assegnata nel 1971 dal Comitato britannico per i toponimi antartici (UK-APC), in onore di Ellis Williams, sergente pilota della Royal Air Force (RAF), che agì da operatore radio per il gruppo avanzato della Commonwealth Trans-Antarctic Expedition del 1955–56 e del contingente RAF nella spedizione del 1956-58.